# Telégrafo

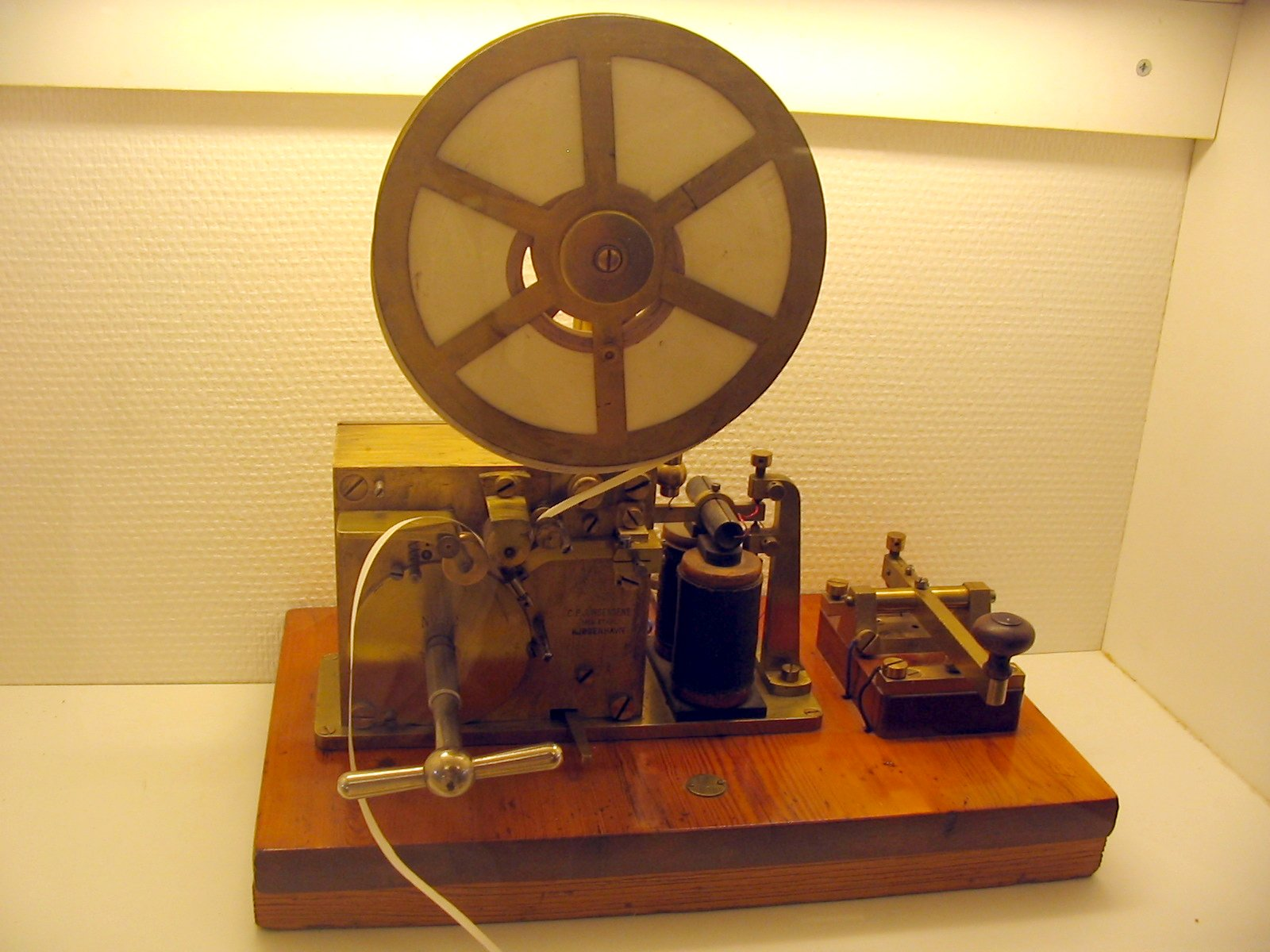
Telégrafo utilizado para transmisiones en código morse.

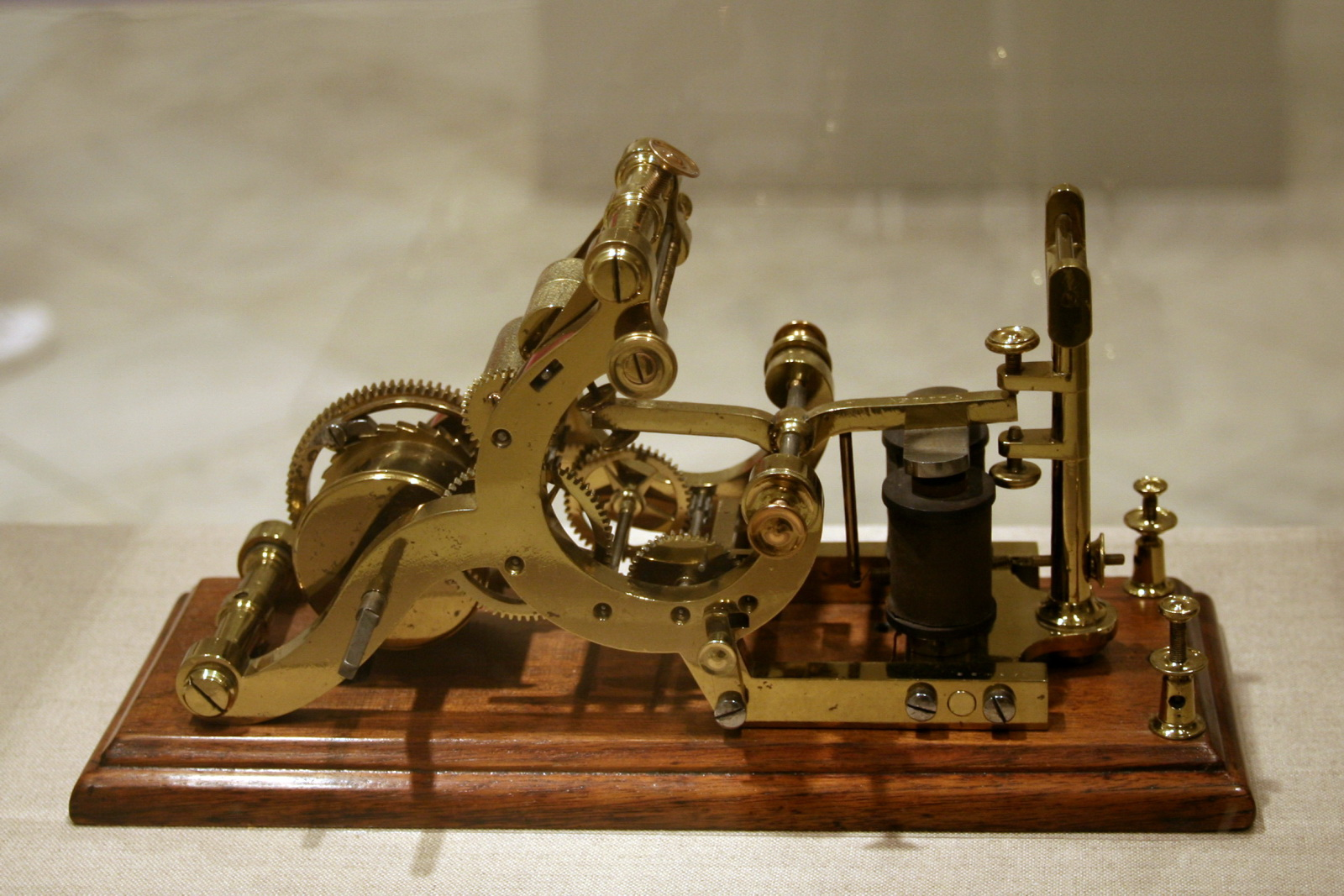
Primer telégrafo receptor automático de señales (1837).

El telégrafo es un aparato o dispositivo que emplea señales eléctricas para la transmisión de mensajes de texto codificados, como con el código Morse, mediante líneas alámbricas o comunicaciones de radio. El telégrafo eléctrico reemplazó a los sistemas de transmisión de señales ópticas de semáforos, como los diseñados por Claude Chappe para el ejército francés y Friedrich Clemens Gerke (1801-1888) para el ejército prusiano, convirtiéndose así en la primera forma de comunicación eléctrica.

## Historia del telégrafo

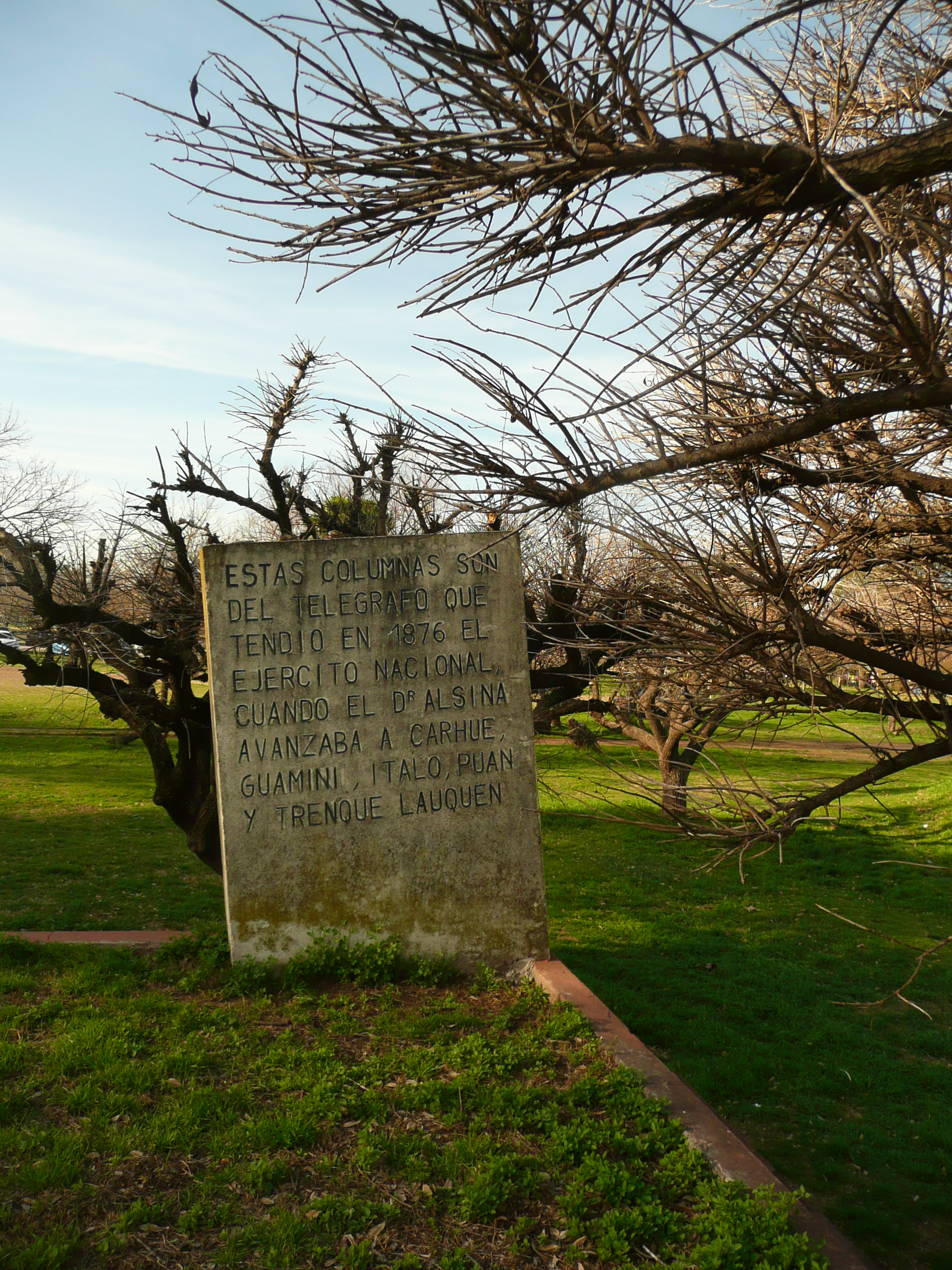
Placa en memoria al telégrafo. Trenque Lauquen (Argentina)

En el año 1746 el científico y religioso francés Jean Antoine Nollet reunió aproximadamente a doscientos monjes en un círculo de alrededor de una milla (1,6 km) de circunferencia, conectándolos entre sí con trozos de alambre de hierro. Nollet luego descargó una batería de botellas de Leyden a través de la cadena humana y observó que cada uno reaccionaba de forma prácticamente simultánea a la descarga eléctrica, demostrando así que la velocidad de propagación de electricidad era muy alta.
En 1753, un colaborador anónimo de la publicación Scots Magazine sugirió un telégrafo electrostático. Usando un hilo conductor por cada letra del alfabeto, se podía transmitir un mensaje mediante la conexión de los extremos del conductor a su vez a una máquina electrostática, y observando la desviación de unas bolas de médula en el extremo receptor. Los telégrafos que empleaban la atracción electrostática fueron el fundamento de los primeros experimentos de telegrafía eléctrica en Europa, pero fueron abandonados por ser imprácticos y nunca se convirtieron en un sistema de comunicación muy útil.
En 1774, el físico suizo Georges-Louis Le Sage inventó el primer telégrafo eléctrico. El telégrafo tenía un cable independiente para cada una de las 26 letras del alfabeto y un alcance limitado a corta distancia.
En 1800, el físico y químico italiano Alessandro Volta inventó la pila voltaica, lo que permitió el suministro continuo de una corriente eléctrica para la experimentación. Esto se convirtió en una fuente de corriente de baja tensión mucho menos limitada que la descarga momentánea de una máquina electrostática con botellas de Leyden, que fue el único método conocido hasta el surgimiento de fuentes artificiales de electricidad.
Otro experimento inicial en la telegrafía eléctrica fue el telégrafo electroquímico creado por el médico, anatomista e inventor alemán Samuel Thomas von Sömmerring en 1809, basado en un diseño menos robusto de 1804 del erudito y científico español Francisco Salvá Campillo. Ambos diseños empleaban varios conductores (hasta 35) para representar casi todas las letras latinas y números. Por lo tanto, los mensajes se podrían transmitir eléctricamente hasta unos cuantos kilómetros (en el diseño de von Sömmering), con cada uno de los cables del receptor sumergido en un tubo individual de vidrio lleno de ácido. Una corriente eléctrica se aplicaba de forma secuencial por el emisor a través de los diferentes conductores que representaban cada carácter de un mensaje; en el extremo receptor las corrientes electrolizaban el ácido en los tubos en secuencia, liberándose corrientes de burbujas de hidrógeno junto a cada carácter recibido. El operador del receptor telegráfico observaría las burbujas y podría entonces registrar el mensaje transmitido, aunque a una velocidad de transmisión muy baja. El principal inconveniente del sistema era el coste prohibitivo de fabricación de los múltiples circuitos de hilo conductor que empleaba, a diferencia del cable con un solo conductor y retorno a tierra, utilizado por los telégrafos posteriores.
En 1816, Francis Ronalds instaló un sistema de telegrafía experimental en los terrenos de su casa en Hammersmith, Londres. Hizo tender 12,9 km de cable de acero cargado con electricidad estática de alta tensión, suspendido por un par de celosías fuertes de madera con 19 barras cada una. En ambos extremos del cable se conectaron indicadores giratorios, operados con motores de relojería, que tenían grabados los números y letras del alfabeto.
El físico Hans Christian Ørsted descubrió en 1820 la desviación de la aguja de una brújula debida a la corriente eléctrica. Ese mismo año, el físico y químico alemán Johann Schweigger, basándose en este descubrimiento, creó el galvanómetro, enrollando una bobina de conductor alrededor de una brújula, lo que podía usarse como indicador de corriente eléctrica.
En 1821, el matemático y físico francés André-Marie Ampère sugirió un sistema telegráfico a base de un conjunto de galvanómetros, uno por cada carácter transmitido, con el cual afirmó haber experimentado con éxito. Pero en 1824, su colega británico Peter Barlow dijo que tal sistema solo podía trabajar hasta una distancia aproximada de alrededor de 60 metros y que, por lo tanto, era impráctico.
En 1825, el físico británico William Sturgeon inventó el electroimán, arrollando hilo conductor sin aislar alrededor de una herradura de hierro barnizada. El estadounidense Joseph Henry mejoró esta invención en 1828 colocando varios arrollamientos de alambre aislado alrededor de una barra de hierro, creando un electroimán más potente. Tres años después, Henry desarrolló un sistema de telegrafía eléctrica que mejoró en 1835 gracias al relé que inventó, para que fuera usado a través de largos tendidos de cables, ya que este dispositivo electromecánico podía reaccionar frente a corrientes eléctricas débiles.

### Telégrafo de Schilling
Por su parte, el científico y diplomático ruso Pavel Schilling, a partir del invento de Von Sömmering empezó a estudiar los fenómenos eléctricos y sus aplicaciones. A partir de sus conocimientos creó en 1832 otro telégrafo electromagnético, cuyo emisor era un tablero de 16 teclas en blanco y negro, como las de un piano, que servía para enviar los caracteres, mientras que el receptor consistía de seis galvanómetros de agujas suspendidas por hilos de seda cuyas deflexiones servían de indicación visual de los caracteres enviados. Las señales eran decodificadas en caracteres según una tabla desarrollada por el inventor. Las estaciones telegráficas, según la idea inicial de Schilling, estaban unidas por un tendido de 8 conductores, de los cuales 6 estaban conectados a los galvanómetros, uno se usaba como conductor de retorno o tierra y otro como señal de alarma. Schilling realizó una mejora posterior y redujo el número de conductores a dos.
El 21 de octubre de 1832, Schilling logró una transmisión a corta distancia de señales entre dos telégrafos en diferentes habitaciones de su apartamento. En 1836 el gobierno británico intentó comprar el diseño, pero Schilling aceptó la propuesta del zar Nicolás I de Rusia. El telégrafo de Schilling fue probado en un tendido de más de 5 km de cable subterráneo y submarino experimental, dispuesto alrededor del edificio principal del Almirantazgo en San Petersburgo. Las pruebas hicieron que se aprobara un tendido de telégrafo entre el Palacio Imperial de Peterhof y la base naval de Kronstadt. Sin embargo, el proyecto fue cancelado después de la muerte de Schilling en 1837. Debido a la teoría de operación de su telégrafo, se considera que Schilling fue también uno de los primeros en poner en práctica la idea de un sistema binario de transmisión de señales.

### El telégrafo de Gauss y Weber
El matemático, astrónomo y físico alemán Johann Carl Friedrich Gauss y su amigo, el profesor Wilhelm Eduard Weber, desarrollaron en 1831 una nueva teoría sobre el magnetismo terrestre. Entre los inventos más importantes de la época estuvo el magnetómetro unifilar y bifilar, que permitió a ambos medir incluso los más pequeños desvíos de la aguja de una brújula. El 6 de mayo de 1833, ambos instalaron una línea telegráfica de 1200 metros de longitud sobre los tejados de la ciudad de Gotinga donde ambos trabajaban, uniendo la universidad con el observatorio astronómico. Gauss combinó el multiplicador Poggendorff-Schweigger con su magnetómetro para construir un galvanómetro. Para cambiar la dirección de la corriente eléctrica, construyó un interruptor de su propia invención. Como resultado, fue capaz de hacer que la aguja del extremo receptor se moviera en la dirección establecida por el interruptor en el otro extremo de la línea.
En un principio, Gauss y Weber utilizaron el telégrafo para coordinar el tiempo, pero pronto desarrollaron otras señales y, por último, su propia codificación de caracteres, que en la actualidad es considerada de 5 bits. El alfabeto fue codificado en un código binario que fue transmitido por impulsos de tensión positivos o negativos que fueron generados por medio de una bobina de inducción en movimiento hacia arriba y hacia abajo sobre un imán permanente y la conexión de la bobina con los cables de transmisión mediante el conmutador. La página del cuaderno de laboratorio de Gauss que contiene su código y el primer mensaje transmitido, así como una réplica del telégrafo en la década de 1850 bajo las instrucciones de Weber se mantienen en la Facultad de Física de la Universidad de Gotinga. Gauss estaba convencido de que esta comunicación sería una ayuda a los pueblos de su país. Más adelante en el mismo año, en lugar de una pila voltaica, Gauss utilizó un pulso de inducción, lo que le permitió transmitir siete caracteres por minuto en lugar de dos. Los inventores y la universidad carecían de fondos para desarrollar el telégrafo por su propia cuenta, por lo que recibieron fondos del científico alemán Alexander von Humboldt. El ingeniero y astrónomo alemán Karl August von Steinheil en Múnich fue capaz de construir una red telegráfica dentro de la ciudad en 1835 y 1836 y aunque creó un sistema de escritura telegráfica, este no se adoptó en la práctica. Se instaló una línea de telégrafo a lo largo del ferrocarril alemán por primera vez en 1835.

### Telégrafo Morse

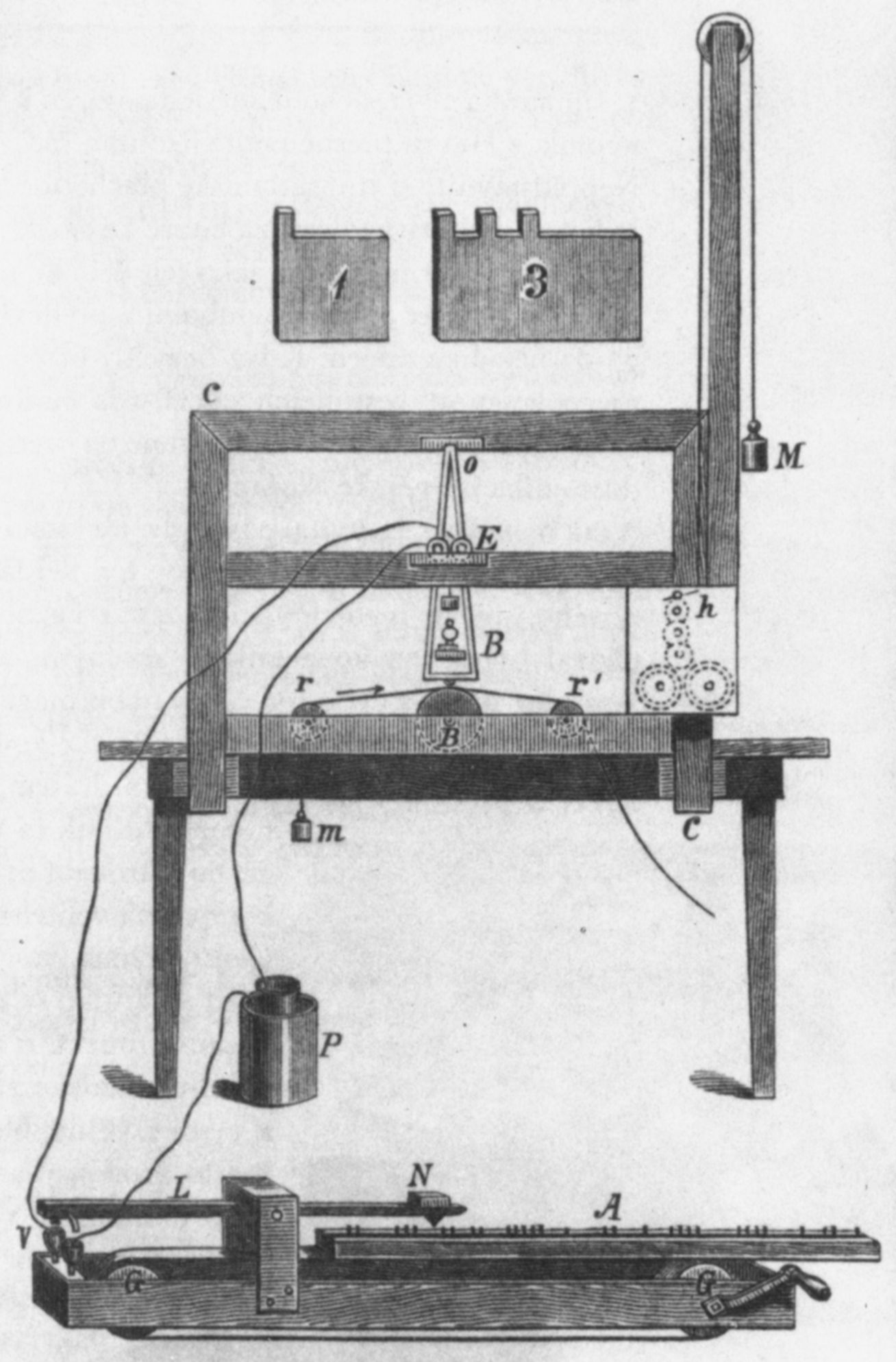
Telégrafo original de Samuel Morse, tomado de un antiguo grabado.

Al otro lado del Atlántico, en 1836, el estadounidense David Alter inventó el primer telégrafo eléctrico americano conocido, en Elderton, Pensilvania. Alter demostró el dispositivo a testigos, pero nunca convirtió la idea en un sistema práctico. Un año después se inventaría el telégrafo de Samuel Morse. A este respecto, Alter fue posteriormente entrevistado para el libro biográfico e histórico Historical Cyclopedia of Indiana and Armstrong Counties (Enciclopedia histórica de Indiana y los Condados de Armstrong), en la que dijo: «Puedo decir que no hay una conexión entre el telégrafo de Morse y de otros, y el mío.... El profesor Morse nunca probablemente ha oído hablar de mí o de mi telégrafo Elderton».
Se cuenta que la idea del telégrafo se le ocurrió al pintor estadounidense Samuel Morse un día de 1836, que venía de regreso a su país desde Europa al escuchar casualmente una conversación entre pasajeros del barco sobre electromagnetismo. Samuel Morse comenzó a pensar sobre el tema y se obsesionó tanto con este, que vivió y comió durante meses en su estudio de pintura, tal como anotó en su diario personal.
A partir de artículos de su estudio como un caballete, un lápiz, piezas de un reloj viejo y un péndulo, Morse fabricó un voluminoso aparato. El funcionamiento básico era simple: si no había flujo de electricidad, el lápiz dibujaba una línea recta. Cuando había ese flujo, el péndulo oscilaba y en la línea se dibujaba un zigzag. Paulatinamente, Morse introdujo varias mejoras al diseño inicial hasta que finalmente, junto con su colega Alfred Vail, creó el llamado código Morse. Surgió así otro código que puede considerarse binario, pues de la idea inicial se pasó a considerar un carácter formado por tres elementos: punto, raya y espacio.
Con la ayuda de placas de contacto y un lápiz especial, que era dirigido por electricidad, las señales podían ser transmitidas por alambres de calidad pobre. El 6 de enero de 1838, Morse primero probó con éxito el dispositivo en la industria siderúrgica Speedwell Ironworks en Morristown (Nueva Jersey) y el 8 de febrero de ese año, hizo otra demostración pública ante un comité científico en el Franklin Institute de Filadelfia. Al llegar a este punto, Morse, después de buscar infructuosamente fondos para desarrollar su invento, logró que el Congreso de los Estados Unidos aprobara en 1843 la asignación de 30 000 dólares para la construcción de una línea experimental de 60 kilómetros entre las ciudades de Baltimore y Washington, usando sus equipos. El 1 de mayo de 1844, la línea se había completado en el Capitolio de los Estados Unidos en Annapolis Junction, Maryland. Ese día, el Partido Whig nominó a Henry Clay como candidato a la Presidencia. La noticia fue llevada mediante tren a Annapolis Junction, donde se hallaba Alfred Vail quien la transmitió por telégrafo a Morse quien se hallaba en el Capitolio. El 24 de mayo de 1844, después de que la línea fue terminada, Morse hizo la primera demostración pública de su telégrafo enviando un mensaje de la Cámara de la Corte Suprema en el Capitolio de Estados Unidos en Washington D. C. para el ferrocarril de B & O (ahora el B & O Railroad Museum) en Baltimore. La primera frase transmitida por esta instalación fue «What hath God wrought?» («¿Qué nos ha traído Dios?», en español), cita que pertenece al capítulo 23 y versículo igual del Libro de los Números del Antiguo Testamento.

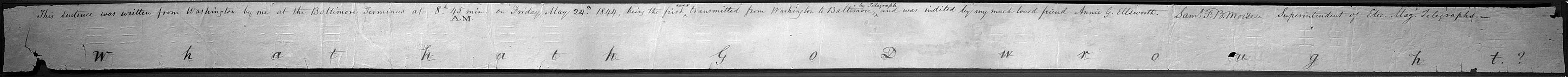
El primer telegrama enviado por Samuel Morse en 1844.

El telégrafo de Morse-Vail se difundió rápidamente en las dos décadas siguientes. Morse no acreditó a Vail por los potentes electroimanes utilizados en su telégrafo. El diseño original de Morse, sin los dispositivos inventados por electroimanes Vail, solo funcionaba a una distancia de 12 metros. Hasta su muerte, Morse se preocupó por la difusión y las mejoras de su telégrafo, abandonando su profesión de pintor.
A pesar de las ventajas que presentaban otros sistemas que no requerían de conocer el código usado por este equipo, este (con diferentes mejoras) coexistió con aquellos. El alfabeto Morse tiene aplicación casi exclusiva en el ámbito de los radioaficionados, y aunque fue exigido su conocimiento, hasta el año 2005, para la obtención de la licencia de radioperador aficionado; hoy en día, los organismos que conceden esa licencia en todos los países están invitados a dispensar del examen de telegrafía a los candidatos al examen. También se utiliza en la aviación instrumental para sintonizar las estaciones VOR, ILS y NDB. En las cartas de navegación está indicada la frecuencia junto con una señal Morse que sirve, mediante radio, para confirmar que ha sido sintonizada correctamente.

### Telégrafo de Cooke y Wheatstone

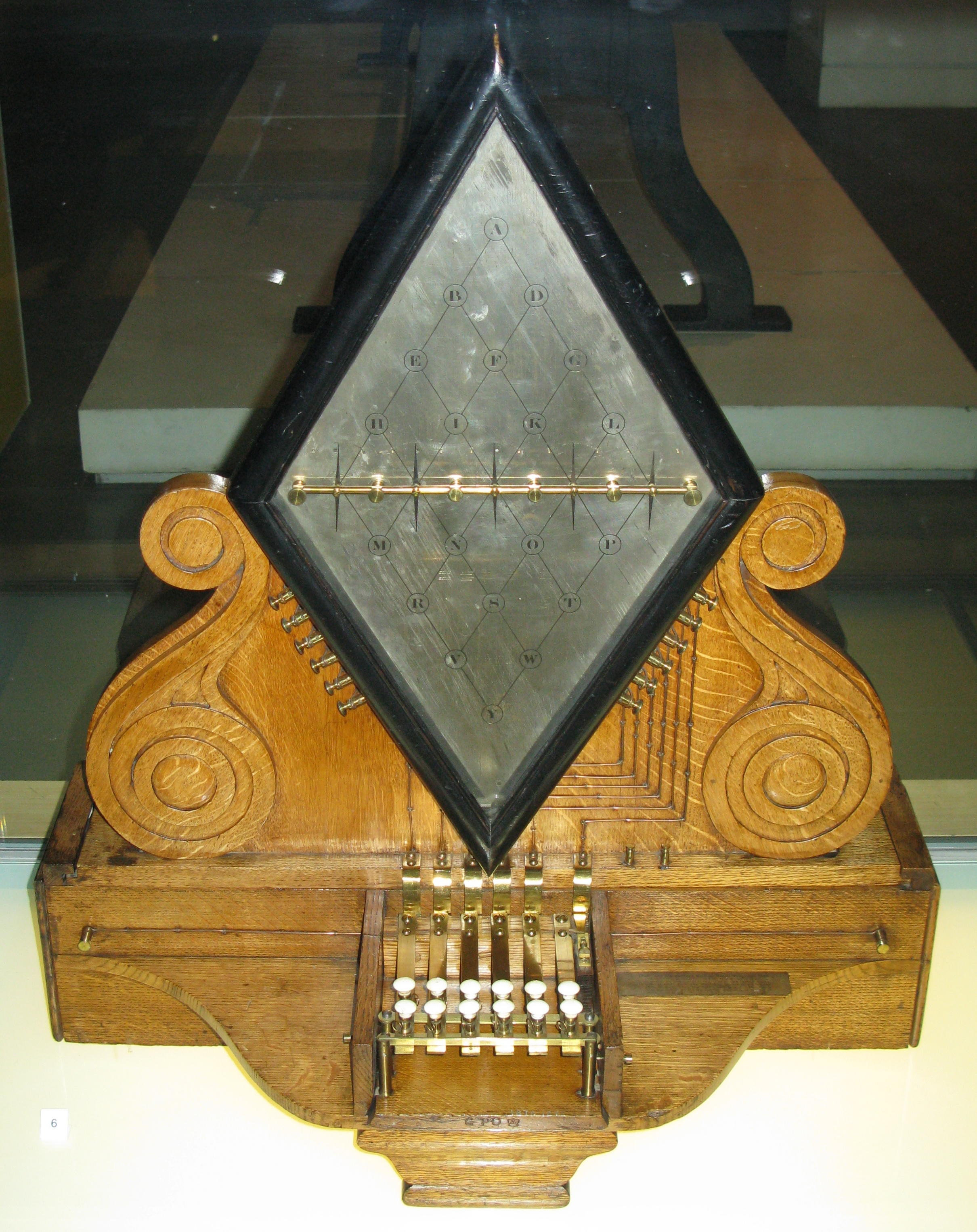
Telégrafo eléctrico de Cooke y Wheatstone.

El primer telégrafo eléctrico comercial fue codesarrollado por los inventores británicos William Fothergill Cooke y Charles Wheatstone quienes presentaron una solicitud de patente en mayo de 1837, la cual se les concedió el 12 de junio de 1837. Este dispositivo fue exitosamente demostrado trece días después entre las estaciones de Euston y Camden Town en Londres. Esta instalación entró en servicio comercial en el Great Western Railway (Gran Ferrocarril Occidental) sobre el recorrido de 21 km desde la Estación de Paddington hasta la de West Drayton el 9 de abril de 1839. Al año siguiente, ambos inventores solicitaron patentar su invento en la Oficina de Patentes de Estados Unidos, la cual les concedió la patente en 1842.
El sistema de Cooke y Wheatstone carecía de signos de puntuación, minúsculas, y de las letras C, J, Q, y Z; lo que originaba errores de escritura o sustituciones en las que se sustituía una palabra por otra. Tanto en el emisor como en el receptor se encontraba en una consola con diez pulsadores o interruptores y un cuadrante romboidal con el alfabeto grabado. Para enviar un carácter cualquiera, este se buscaba en el cuadrante y se observaba hasta cuáles galvanómetros llegaban las líneas que partían del carácter. Entonces se pulsaban los dos interruptores correspondientes de la fila superior o inferior, dependiendo del lugar donde se hallara la letra. Tomando como referencia la imagen que aquí aparece, para transmitir la letra "A" solo hacía falta pulsar el primer y quinto interruptores de la fila superior. Para la letra "W", solo era necesario pulsar el segundo y quinto interruptores de la fila inferior. En el extremo receptor, el cuadrante era leído secuencialmente por el operador y se transcribía el mensaje en forma manual. Está claro, que la omisión de los caracteres mencionados obedece a una cuestión del diseño del cuadrante, antes que a motivos técnicos del sistema en sí.

### Telégrafo impresor de Hughes

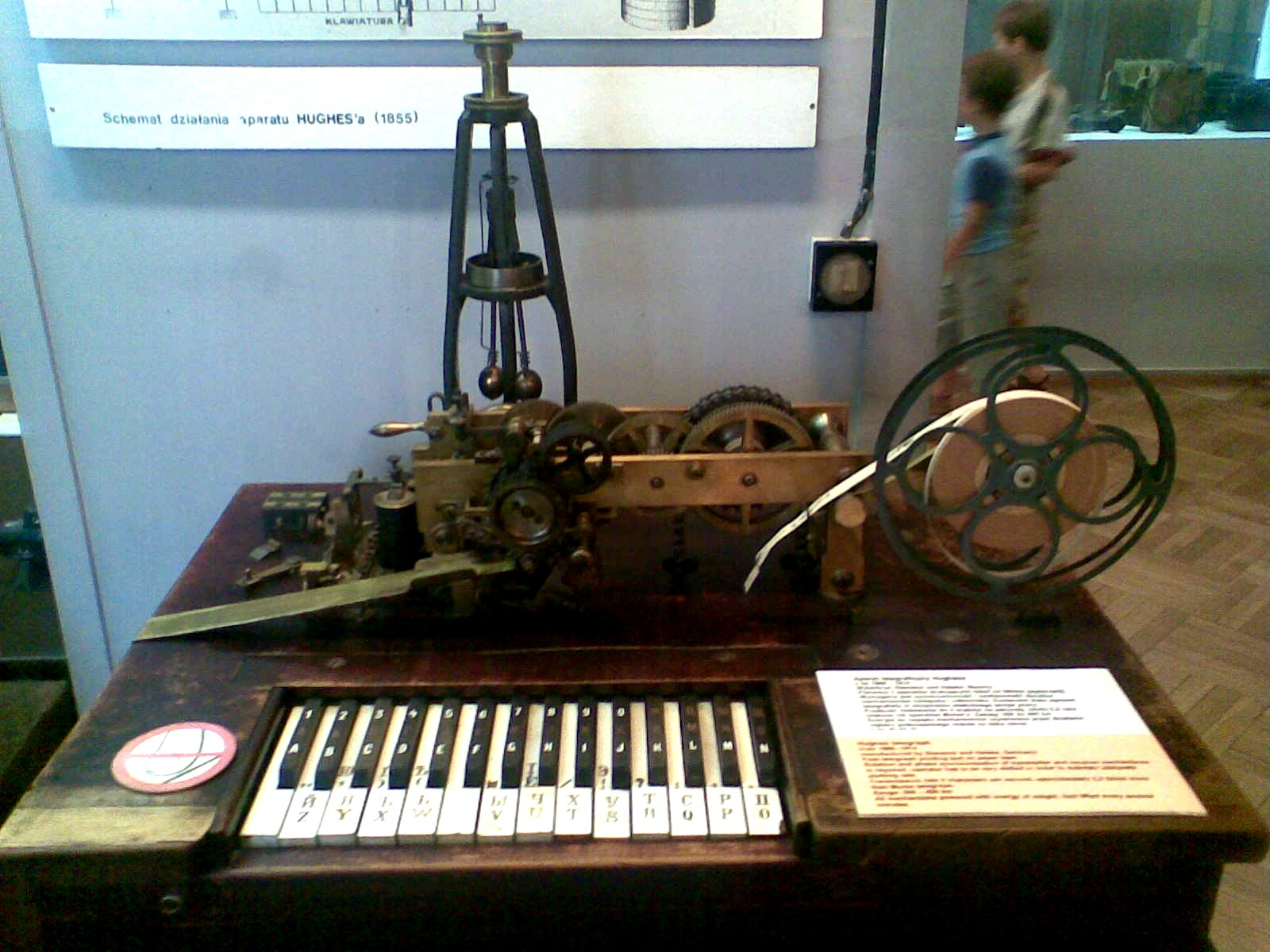
Telégrafo impresor de Hughes fabricado por Siemens Halske.

En 1856, el físico y músico británico David Edward Hughes, por entonces residenciado en Estados Unidos, creó y patentó el primer sistema de impresión para telegrafía. En realidad, Hughes solo buscaba crear una impresora que transcribiera las notas musicales mientras tocaba una pieza. De hecho, el equipo que diseñó consta tanto de un teclado similar al de un piano con 28 teclas, además de una tecla de "Mayúsculas" (Shift en teclados para idioma inglés) como las que tendrían después las máquinas de escribir, máquinas de télex y computadoras. Cada pulsación en el teclado equivalía al envío de una señal que hacía que una rueda tipográfica imprimiera el carácter correspondiente en el lado receptor.
Al no poder comercializar su invento en Estados Unidos, donde la patente la tenía Samuel Morse, en 1857, Hughes intentó introducir su invento en su país, Inglaterra, pero como no tuvo éxito lo intentó en Francia, donde su invento estuvo un año a prueba y finalmente, Napoleón III lo adquirió y concedió a Hughes la medalla de Chevalier (Caballero). En otros países de Europa, su invento fue adoptado y una de las empresas que fabricó equipos en base al invento de Hughes fue Siemens Halske. Este estuvo vigente con algunas mejoras tecnológicas solo en Europa hasta su adopción en todo el mundo.
El telégrafo de Hughes superaba al telégrafo Morse en velocidad, pues permitía transmitir hasta 60 palabras por minuto, frente a las 25 del sistema Morse. Además, en su sistema utilizaba un código perforado, pero que permitía imprimir con caracteres normales, no siendo necesaria una traducción posterior. Aunque en este equipo no se necesitaba conocer ninguna codificación para manejarlo, el sistema de sincronismo, que el operador debía mantener, hacía muy difícil transmitir sin un entrenamiento previo. De hecho, era difícil la transmisión, por ejemplo, de dos letras seguidas que no estuvieran separadas por al menos seis espacios en el alfabeto. También este equipo funcionaba con un sistema de relojería movido a pedales que implicaba que el operador del aparato pisara un pedal en el lado derecho del aparato en forma frecuente.

### Telégrafo de Baudot

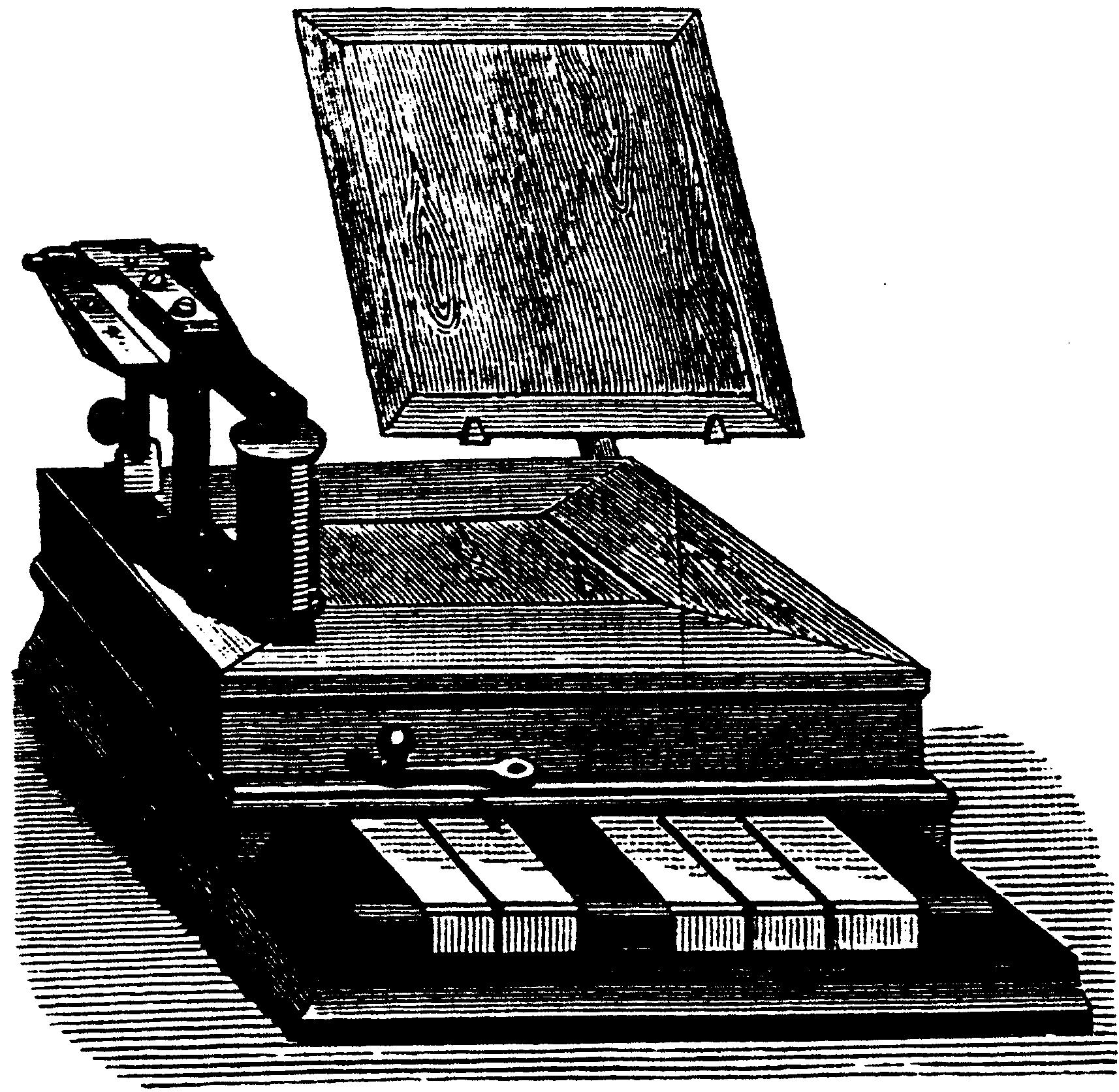
Manipulador de 5 teclas del telégrafo de Émile Baudot, tomado de un grabado del libro A handbook of practical telegraphy de Robert Spelman Culley, edición de 1882.

El ingeniero telegráfico francés Émile Baudot, mientras trabajaba como operador en la Administración de Correos y Telégrafos, unió los conocimientos que tenía del telégrafo de Hughes con los de una máquina de multiplexación creada en 1871 por Bernard Meyer y la codificación de 5 bits de Gauss y Weber para desarrollar su propio sistema telegráfico. El teclado reducía las 28 teclas del sistema de Hughes a tan solo cinco: dos en el lado izquierdo y tres en el derecho. Pulsando diversas combinaciones de estas cinco teclas, el operador codificaba el carácter a enviar, según la tabla de códigos creada por Émile Baudot. El inventor también desarrolló otro dispositivo capaz de enviar varios mensajes al mismo tiempo, conocido como distribuidor al cual se podían conectar varios teclados. Este dispositivo era una versión electromecánica del actual acceso múltiple por división de tiempo.

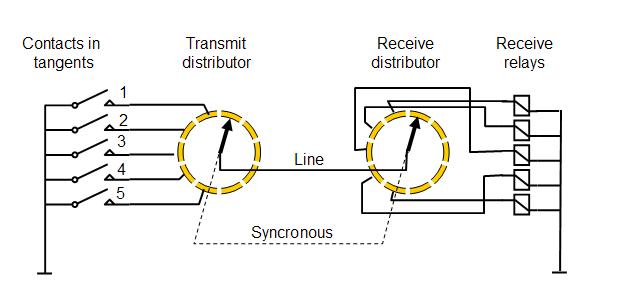
Esquema del distribuidor del telégrafo de Baudot.

En el extremo de recepción, otro distribuidor similar estaba conectado a varias impresoras, que imprimían las letras, números y signos del alfabeto correspondientes en tiras de papel, que luego se cortaban y pegaban en una hoja de papel.
El 17 de junio de 1874, Baudot patentó una primera versión de su equipo denominado “Sistema de telegrafía rápida” y un año después fue aceptado por la Administración de Correos y Telégrafos francesa, que estableció la primera línea con estos equipos en noviembre de 1877, entre París y Burdeos.
Según la codificación de 5 bits desarrollada inicialmente por Baudot, se podían transmitir 31 caracteres, además del carácter que representa el estado de ausencia de transmisión. También utiliza dos grupos de caracteres, con sus caracteres de "espacio" tanto para letras como para cifras. Es mucho más rápido que el telégrafo de Hughes, ya que además de necesitar solo 5 bits frente a 1 por carácter, Baudot refinó los circuitos magnéticos de los electroimanes, reduciendo en lo posible las autoinducciones parásitas, lo que permitía emplear pulsos más cortos. Una de las desventajas de este sistema está en que el operador debía pulsar las teclas en el momento preciso, a un ritmo aproximado de dos veces por segundo. El distribuidor diseñado por Baudot mantenía una velocidad de giro aproximada de 120 vueltas por minuto y en cada vuelta daba una señal indicando que se podían pulsar las teclas. Esto hacía que los operadores novatos o de menos habilidad tuvieran dificultades en seguir el ritmo de transmisión.

### Teletipo

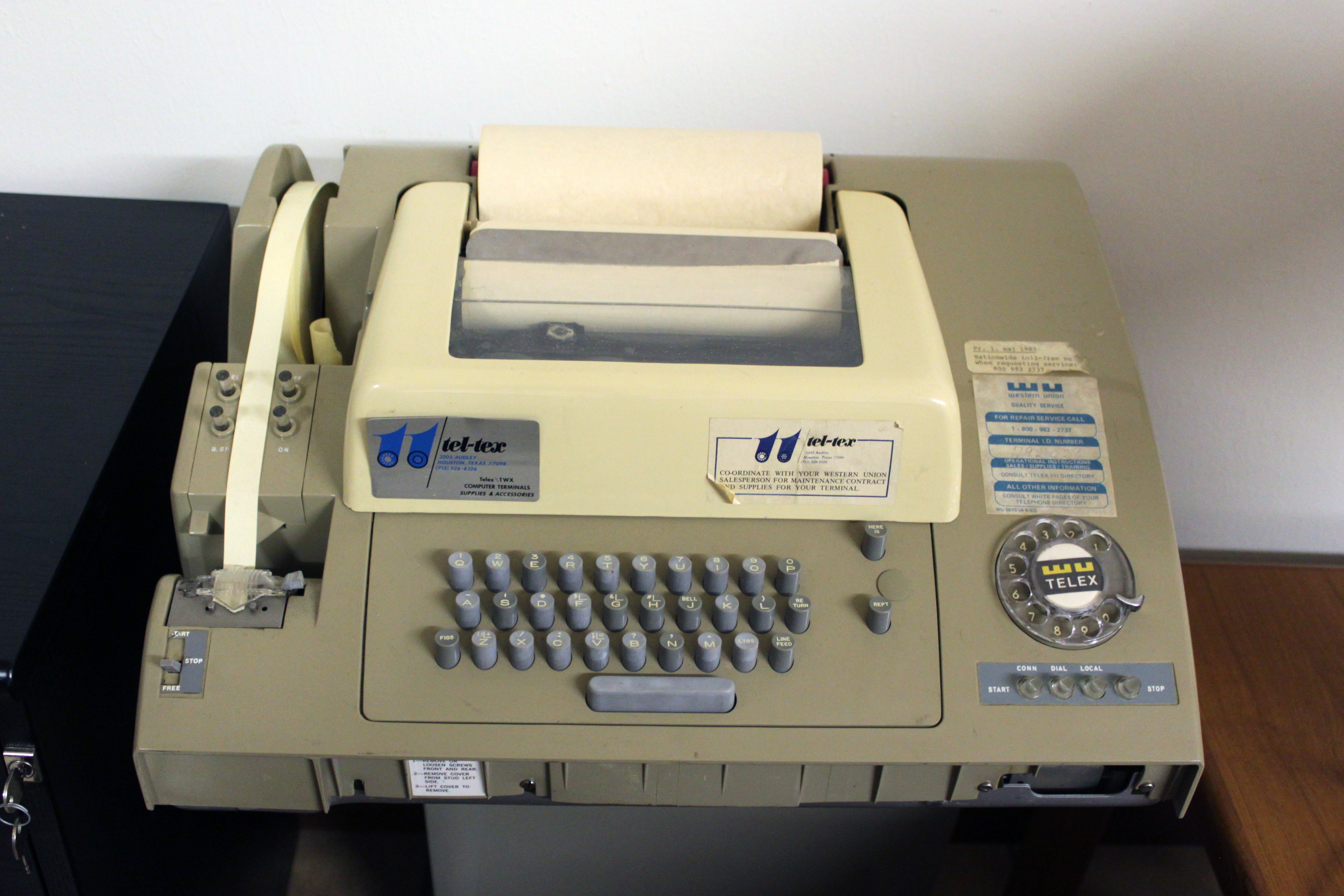
Máquina Télex modelo ASR-32 fabricada por Teletype Corporation

El dispositivo que resultó exitoso y práctico a la vez fue el denominado teletipo creado por el canadiense Frederick G. Creed. Mientras Creed trabajaba en la filial de Iquique (Chile) de la empresa Central and South American Telegraph and Cable Company, tuvo la idea de crear un equipo semejante a una máquina de escribir que permitiera al operador perforar señales en código Morse en una cinta de papel, oprimiendo el carácter adecuado en el teclado. Creed renunció a su empleo y se mudó a la ciudad escocesa de Glasgow, donde adquirió una máquina de escribir la cual modificó para crear un teclado perforador, que utilizaba aire comprimido para perforar los agujeros en una cinta de papel. También creó un reperforador (perforador de recepción) y una impresora. El reperforador perforaba sobre la cinta de papel las señales Morse entrantes y la impresora decodificaba esta cinta para producir caracteres alfanuméricos en papel ordinario. Este fue el origen del sistema de impresión automática Creed de alta velocidad, que podía funcionar a una cifra sin precedentes de 200 palabras por minuto. Así inició su propia empresa, denominada Creed & Company en el año 1904. Su sistema fue adoptado por el periódico inglés Daily Mail para la transmisión diaria de los contenidos periodísticos. Posteriormente, sería adoptado también por otras agencias de prensa. 
Por la década de 1930 a 1940, las máquinas de teletipo estaban siendo producidas por la empresa Teletype Corporation en los Estados Unidos, Creed & Company en Gran Bretaña y Siemens en Alemania.
Con la invención del teletipo, se automatizó totalmente la codificación telegráfica. Los primeros teletipos usaban el código Baudot ITA-1, un código de cinco bits. Esto produjo solo treinta y dos caracteres, definido en dos cambios de posición (en idioma inglés, denominados shift para permitir cambios de mayúsculas a minúsculas), letras y figuras. Un código no compartido explícito precedió cada conjunto de letras y figuras.
Para 1935, el enrutamiento de mensajes fue el último gran obstáculo para la automatización completa. Las grandes empresas proveedoras de equipos de telegrafía comenzaron a desarrollar sistemas que utilizaban marcación rotativa como la de los teléfonos de disco para conectar teletipos. Estas máquinas fueron llamadas "Telex" (abreviatura de la expresión inglesa TELegraph EXchange). En las máquinas télex se efectuaba la marcación por pulsos para la conmutación de circuitos, y luego enviaban los datos por el código ITA2. Este enrutamiento es del "tipo A". A una velocidad de 45,45 ± 0,5% baudios, considerada muy rápida para la época, hasta 25 canales de télex podrían compartir un mismo canal telefónico de larga distancia mediante el uso del multiplexado por división en frecuencias de voz, por lo que el télex se convirtió en el método menos costoso de comunicación confiable a larga distancia. Otro usos que se le dieron a la máquinas de télex fueron como dispositivo para transmisión por ondas de radio, surgiendo así el radioteletipo y como dispositivo periférico de entrada/salida para las primeras computadoras, pasando por las posteriores computadoras centrales, minicomputadoras y algunos computadores personales hasta su reemplazo por terminales de video.

## Funcionamiento del telégrafo

Representación esquemática de una instalación telegráfica. 1. Estación transmisora 2. Estación receptora 3. Manipulador 4. Batería 5. Tierra 6. Línea 7. Electroimán 8. Punzón 9. Bobina de papel 10. Rodillo entintado 11. Rodillos de arrastre 12. Cinta de papel

Cuando en la estación emisora se cierra el interruptor, comúnmente llamado manipulador, circula una corriente desde la batería eléctrica hasta la línea y el electroimán, lo que hace que sea atraída una pieza metálica terminada en un punzón que presiona una tira de papel, que se desplaza mediante unos rodillos de arrastre, movidos por un mecanismo de relojería, sobre un cilindro impregnado de tinta, de tal forma que, según la duración de la pulsación del interruptor, se traducirá en la impresión de un punto o una raya en la tira de papel. La combinación de puntos y rayas en el papel se puede traducir en caracteres alfanuméricos mediante el uso de un código convenido, en la práctica el más utilizado durante muchos años ha sido el código Morse.
Posteriores mejoras de los dispositivos emisores y transmisores han permitido la transmisión de mensajes de forma más rápida, sin necesidad de recurrir a un manipulador y a la traducción manual del código, así como el envío simultáneo de más de una transmisión por la misma línea. Uno de estos dispositivos telegráficos avanzados es el teletipo, cuyo modelo inicial era una máquina de escribir especial que transmitía como señales eléctricas las pulsaciones sobre un teclado, mientras imprimía sobre un rollo de papel o hacía perforaciones en una cinta también hecha de papel. Las formas más modernas de esta máquina se fabricaron con un monitor o pantalla en lugar de una impresora. El sistema todavía es utilizado por personas sordas o con serias discapacidades auditivas, a fin de enviar mensajes de texto sobre la red telefónica.

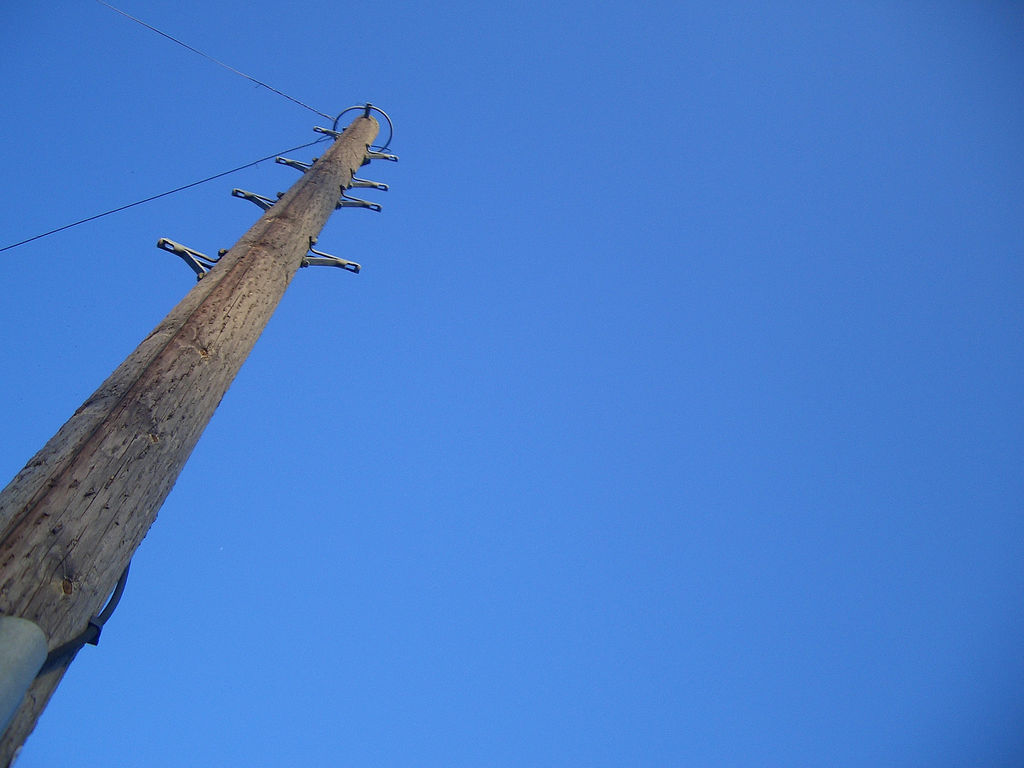
Antiguo poste de telégrafo inglés.

La necesidad de codificar el texto en puntos y rayas para transmitirlo y descodificarlo antes de escribir el telegrama llevó al desarrollo de otros tipos de telegrafía que realizaran estas tareas de forma automática. El telégrafo de Hughes se basa en dos ruedas que contienen todos los símbolos o caracteres que se pueden transmitir y giran, sincronizadas, a la misma velocidad. Entonces, si en la rueda del transmisor tiene, digamos, la C abajo, el receptor también. Esto permite que, transmitiendo un pulso en el momento adecuado, el receptor imprima el carácter correspondiente. Como la velocidad de la transmisión depende del número de símbolos disponibles, estos están separados en dos bancos (letras y números), de modo que comparten el mismo código una letra y un número. Existen dos blancos o espacios, llamados "blanco de letras" y "blanco de números", que además de crear un espacio para separar las palabras o los números, indican si a continuación se transmitirán letras o números.
El transmisor tiene un teclado, semejante a un piano, con los caracteres. El radiotelegrafista pulsa la tecla adecuada y, cuando la rueda que contiene los caracteres está en la posición adecuada, el aparato transmite un pulso a la línea. En el receptor, un electroimán golpea la cinta de papel contra la rueda que contiene los tipos. Estas ruedas se mueven mediante un mecanismo de relojería, con motor de pesas o hidráulico, según los casos. Al comienzo del día se iniciaba un protocolo de sincronización, transmitiendo un mensaje diseñado a tal efecto.
La velocidad de transmisión era inferior a la del sistema Morse, y dependía del radiotelegrafista, ya que uno experimentado era capaz de enviar varios caracteres en un giro de la rueda.

## Telegrafía y múltiples comunicaciones
Además de la multiplexión de señales aplicada por Baudot, también se ideó otra forma de enviar varias señales mediante el empleo de la denominada telegrafía armónica, en la cual un circuito telefónico transfiere las señales que modulan diversas señales portadoras de distinta frecuencia en la banda vocal.

## Líneas telegráficas submarinas
En 1850 el telégrafo eléctrico se había extendido por toda la América del Norte, a Inglaterra y a muchas partes de Europa. Aunque los alambres aéreos tuvieron mucho éxito en la tierra, siempre se detenían abruptamente a la orilla del océano. 
El cable del Estrecho de Dover no se había protegido suficientemente. Solo los extremos en cada playa se habían acorazado en tubos de plomo. Aunque el cable funcionó hasta cierto grado, las señales procedentes de ambos lados del canal eran confusas. No se reconocía el hecho de que a pesar de estar debidamente aislado, el cable se altera mucho cuando está sumergido. Este problema del retardo de las señales habría de tener perplejos por algún tiempo a muchos ingenieros de cables. Sin embargo, en 1851, se colocó a través del Canal un cable verdaderamente acorazado que tuvo mucho más éxito que su predecesor. En un breve espacio de tiempo, se extendió por el lecho del mar Mediterráneo una red de cables submarinos que unía a Europa con África y las islas intermedias. Ya que se lograron éxitos como estos, los hombres comenzaron a pensar en cruzar el lecho del océano Atlántico.

### El primer cable telegráfico transatlántico
Aunque Inglaterra inició la ingeniería con cables submarinos, el empresario estadounidense Cyrus West Field persistió haciendo esfuerzos que por fin resultaron en el tendido del primer cable a través del océano Atlántico que dio buenos resultados y que fue el resultado de un esfuerzo conjunto de los gobiernos de Inglaterra y los Estados Unidos. De ambos lados, algunos de los financieros, oceanógrafos, telégrafos y científicos más célebres del mundo colaboraron en esta empresa. Los talentos de estos hombres resultarían indispensables debido a las profundas fosas submarinas que se encontrarían en medio del Atlántico. Aquí la cordillera más grande de la Tierra se extiende por 1600 kilómetros de longitud y 800 kilómetros de ancho, completamente sumergida.
Muchos años de problemas financieros y desastres los esperaban al colocar el cable. Los destrozos de cable, el tiempo adverso y los enredos del cable en el aparato de arriado de los barcos constantemente impedían el proyecto. A veces, cientos de kilómetros de cable roto, cuyo costo ascendía a una fortuna, fueron abandonados en el fondo del mar.
Era preciso resolver el antiguo problema del retardo de las señales. Alguien tenía que descubrir cuánto tardaría una señal en llegar a los extremos lejanos del cable y cuánta electricidad se necesitaría para llenar el cable antes que la señal pudiera pasar. Se puede requerir hasta 20 veces más electricidad para cargar un cable submarino que uno aéreo.
William Thomson, más conocido como Lord Kelvin, dedujo la Ley de los Cuadrados como resultado de su investigación de este asunto. Simplificada, esta ley expresa que si se multiplica 10 veces la longitud de un cable sumergido, la velocidad de la señal será reducida 100 veces. La solución que él presentó fue aumentar el tamaño del centro conductor. No obstante, debido a que se pasó por alto este nuevo descubrimiento, el diseño defectuoso del primer cable atlántico contribuyó a su subsiguiente fracaso.
Pero, por fin, el 5 de agosto de 1858 el primer cable submarino trasatlántico unió los continentes entre Irlanda y Terranova. Once días más tarde, un mensaje de saludos de 99 palabras de la reina Victoria del Reino Unido al presidente James Buchanan de los Estados Unidos empezó a pasar por las líneas. Fue completado 16 1⁄2 horas más tarde. El cable falló menos de un mes después, lo que representó, al costo actual, cerca de dos millones de dólares de capital privado en pérdidas. Ocho años pasarían antes de que pudiera haber conexiones telegráficas entre Europa y América.
Durante el ínterin, los dos fabricantes de cables de Inglaterra se unieron, resolviendo así muchos de los problemas iniciales de la construcción de cables. Se diseñó un cable nuevo y mejor protegido. Era dos veces más pesado (6.350 toneladas) y tenía un centro conductor tres veces más grande que el cable anterior. Podía colgar verticalmente en el agua por 16 kilómetros antes de quebrarse. Y para el siguiente esfuerzo, solo tuvo que usarse un barco (en vez de los dos que se requerían antes) porque este era capaz de llevar la gran carga. Esta embarcación, el trasatlántico de vapor Great Eastern, tenía un sistema de propulsión doble de dos ruedas de paletas de 18 metros, seis mástiles, y una hélice de siete metros. Esto hizo de ella la nave de mayor maniobrabilidad construida hasta la fecha. Después de otros dos esfuerzos infructuosos, el 27 de julio de 1866 se completó un cable que tuvo éxito. Este unió a Irlanda con Terranova. Pero a una distancia de 1100 kilómetros del cable nuevo yacía otro enredado con los arreos que se habían perdido. Después de treinta intentos, lograron jalarlo a la superficie, someterlo a pruebas y empalmarlo con cable nuevo. Esto completó la porción de occidente a oriente. Con la unión de los extremos de los dos cables en Terranova, llegó a existir un circuito submarino de más de 6.400 kilómetros. Se enviaron señales claras a través de esta distancia. Lo único que se necesitaba para cargar este cable era una batería simple hecha de un dedal de plata que contenía unas cuantas gotas de ácido. Desde ese tiempo, la comunicación de dos direcciones entre los dos continentes nunca ha cesado por más de unas cuantas horas a la vez.

### Dominio del Reino Unido en la red telegráfica mundial

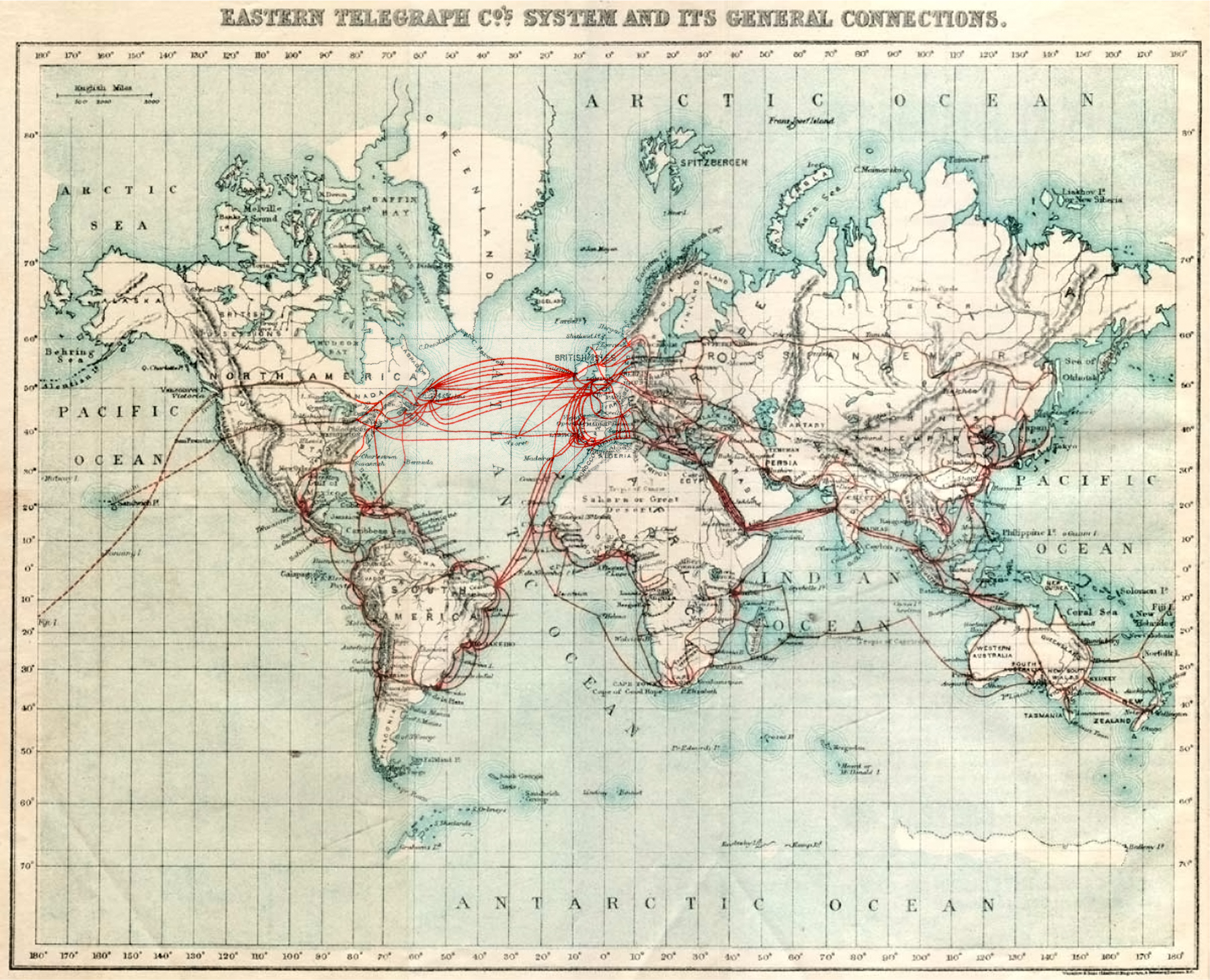
Red de cables submarinos en 1901.

En 1870 se terminó el tendido de una línea que unía India con Gran Bretaña. Y en 1874 se realiza la conexión con Brasil a través de Lisboa y Madeira.
Otros países también comenzaron a interesarse en un cable telegráfico transatlántico. En 1869 Francia tendió la línea desde Minou, cerca de Brest, hasta Cabo Cod en Estados Unidos. Fue el primer cable colocado por un país distinto al Reino Unido, aunque la empresa que había llevado a cabo el tendido fuera adquirida por empresas del Reino Unido en 1873. En 1879, Francia tendió un segundo cable desde Deolen, 17 km al oeste de Brest, a San Pedro y Miquelón, y el 17 de noviembre de 1879, llegó a Cape Cod.
En 1882, Alemania conectó Emden, mediante un cable submarino, con la estación Británica de Isla Valentia y desde allí, utilizaba el servicio de Anglo American Telegraph. Sin embargo, en 1900, realizó una conexión propia desde Borkum hasta Horta en las islas Azores, y desde allí a Nueva York. En 1904 tendió otro cable por el mismo trayecto.
De esta manera continuó la expansión de cable. Se habían colocado 15 cables en el Atlántico Norte en 1901. Sin embargo la mayoría de estos cables tenían que pasar por Reino Unido, lo que reforzó su dominio.
En 1902 concluyó el tendido del cable telegráfico a través del océano Pacífico. Así a principios del siglo XX Gran Bretaña ya disponía de un sistema telegráfico de ámbito mundial que conectaba los principales territorios de su imperio (todas las líneas rojas de la figura anexa).
Las potencias rivales como Francia y Alemania tenían que usar los cables de propiedad británica para retransmitir sus mensajes y, al estallar la Primera Guerra Mundial en 1914, los alemanes tuvieron que desarrollar sistemas de cifrado para evitar ser escuchados por las potencias aliadas.

## Importancia social de la telegrafía
Algunos contemporáneos a su invención vieron en el telégrafo un potencial democratizador. Comunicando personas a grandes distancias, parecía que esta tecnología podía extender la democracia a gran escala. Un año después de la inauguración en 1794 de la primera línea de telegrafía óptica París-Lille Alexandre Vandermonde (1735-1796) escribía:

Se ha dicho algo en relación con el telégrafo que me parece infinitamente justo y que pone de manifiesto toda su importancia; es que el fondo de este invento puede bastar para hacer posible el establecimiento de la democracia en un gran pueblo. Muchos hombres respetables, entre los cuales hay que mencionar a Jean-Jacques Rousseau, han pensado que el establecimiento de la democracia era imposible en los grandes pueblos. ¿Cómo puede deliberar un pueblo así? Entre los antiguos, todos los ciudadanos se reunían en una plaza; se comunicaban su voluntad [···] La invención del telégrafo es un nuevo dato que Rousseau no pudo incluir en sus cálculos. Puede servir para hablar a grandes distancias tan sencillamente y tan claramente como en una sala [···] No hay imposibilidad alguna de que todos los ciudadanos de Francia se comuniquen sus informaciones y sus voluntades, en un tiempo bastante corto, para que esta comunicación pueda ser considerada como instantánea
Alexandre Vandermonde (1795)

El sociólogo Armand Mattelart ha señalado como este supuesto potencial democratizador fue desmentido por el embargo sobre el código encriptado y por la negativa del Estado, en nombre de la seguridad interna y la defensa nacional, a que el telégrafo fuera usado libre y abiertamente por los ciudadanos.

## Final de la era de la telegrafía
Después de la invención en 1985 del servicio de mensajes cortos por parte del ingeniero finlandés Matti Makkonen (1952–2015) que fue implantado en las redes de telefonía celular y de la creación del servicio de correo electrónico mediante la red Internet, perdió importancia la transmisión de mensajes telegráficos ya que los usuarios de las redes de telecomunicaciones comenzaron a transmitir sus propios mensajes sin intermediarios. En Estados Unidos, la compañía Western Union clausuró sus servicios telegráficos el 27 de enero de 2006. Por su parte, la empresa estatal india Bharat Sanchar Nigam Limited cerró sus servicios de telegrafía el 15 de julio de 2014. Según se informó entonces, era la última red de telegrafía activa del mundo.